# Mateusz Apacki
Mateusz Apacki (ur. 19 marca 1992) – polski lekkoatleta, sprinter.
Brązowy medalista halowych mistrzostw Polski w sztafecie 4 × 400 metrów (2014).